# Tokyo ESP
(Rinka Urushiba all'inizio del manga)
Tokyo ESP (東京ESP?, Tōkyō ESP) è un manga scritto e disegnato da Hajime Segawa, serializzato sulla rivista Shōnen Ace della Kadokawa Shoten dal 26 febbraio 2010 al 26 luglio 2016. In Italia i diritti sono acquistati dalla Panini Comics, che aveva già pubblicato la precedente opera di Segawa Ga-Rei - Il divoratore di spiriti. Un adattamento anime, prodotto dalla Xebec, è stato trasmesso in Giappone tra l'11 luglio e il 26 settembre 2014.

## Trama
Tutti vogliono sentirsi un po' speciali, un po' unici. C'è chi ci riesce coltivando una passione, chi vestendosi in maniera studiata, chi eccellendo in uno sport o in una qualsiasi altra attività. Per Rinka Urushiba sentirsi speciale non è mai stato qualcosa di cui essere fiera, poiché è sempre stata "unica" nella sua classe a causa della sua povertà. Tuttavia una sera Rinka incontra dei pesci che nuotano nel cielo e diventa "speciale" in un altro senso: al suo risveglio infatti si rende conto di avere dei poteri ESP e di poter addirittura attraversare la materia, poteri che ben presto scoprirà di non essere la sola ad avere.

## Personaggi

### Protagonisti

La protagonista Rinka Urushiba

Rinka Urushiba (漆葉 リンカ?, Urushiba Rinka)
Doppiata da: Ibuki Kido
La protagonista femminile della prima parte della serie, ossia una liceale con un grande senso di giustizia, ereditato dal padre, ex-poliziotto. All'inizio della storia, ottiene il potere di attraversare la materia. Diventa famosa con il soprannome di "ragazza bianca" per il fatto che i suoi capelli diventano di colore bianco quando si manifesta e usa il suo potere ESP.
Kyōtarō Azuma (東 京太郎?, Azuma Kyōtarō)
Doppiato da: Keisuke Kōmoto
Il protagonista maschile della prima parte della serie, un liceale determinato a diventare un supereroe. Ha il potere di teletrasportare sia se stesso che le altre persone.
Ren Jomaku (条幕 蓮?, Jōmyaku Ren)
La protagonista della seconda parte della serie. Il suo potere ESP è una sorta di criocinesi. A causa della sua misteriosa abilità "space lock", diviene il bersaglio dei terroristi.
Zeusu
Co-protagonista della seconda parte della serie, è un membro della polizia ESP a cui è stato ordinato di proteggere Ren. Ha il potere di piegare i metalli.
Rindo Urushiba (漆葉 竜胆?, Urushiba Rindo)
Doppiato da: Tetsu Inada
Il padre di Rinka. Un tempo poliziotto, fu licenziato poiché stava per denunciare la corruzione dei colleghi. È molto affezionato alla figlia e vive da solo con lei in un piccolo appartamento. Ha il potere di attirare gli oggetti.
Kobushi Kuroi (黒井 小節?, Kuroi Kobushi)
Doppiata da: Mai Aizawa
Chiamata anche "il fantomatico ladro", è una ragazza che usa il potere dell'invisibilità per commettere furti. È dotata di un grande ego ed odia perdere uno scontro. Dopo essere stata salvata dal padre di Rinka, di cui si innamora, si schiera dalla parte di quest'ultima.
Murasaki Edoyama (江戸山 紫?, Edoyama Murasaki)
Doppiata da: Azusa Tadokoro
La figlia di un boss della Yakuza, che acquisisce in seguito il potere della psicometria.
Ayumu Ozora (大空 歩?, Ozoora Ayumu)
Doppiato da: Megumi Ogata
Il figlio di una delle più accese sostenitrici della causa contro gli Esper. Il suo potere è la precognizione (anche se limitata a due secondi nel futuro). Una gag ricorrente della serie lo vede protagonista, assieme alle sue violente ed improbabili reazioni, quando alcuni personaggi insinuano che i suoi capelli (a suo dire mossi naturalmente), siano una pettinatura afro.
Peggy (ペギー?, Pegī)
Doppiato da; Kaoru Mizuhara
Un pinguino con la capacità di volare, anche noto come "il Collector". Più tardi si scopre essere in grado di togliere permanentemente i poteri ESP alle persone.
Pandaemon Yodani (養谷 藩田衛門?, Youdani Pandaemon)
Doppiato da: Kazuhiko Inoue
Un maestro di arti marziali che in passato ha allenato numerosi poliziotti, tra cui il padre di Rinka. Sotto il costume da panda che indossa abitualmente è molto simile al personaggio di Yoda della saga Guerre stellari.

### Antagonisti
Il Professore (教授?, Kyōju) / Hokusai Azuma (東 北斎?, Azuma Hokusai)
Doppiato da: Yoshihisa Kawahara
L'antagonista principale della serie, ossia il padre di Minami nonché il genitore adottivo di Kyōtarō. È il capo dell'organizzazione terroristica che libera i pesci luminosi nell'area di Tokyo. Il suo potere ESP consiste nel creare potentissime illusioni. Grazie ad una di queste, maschera sempre la parte sinistra del suo volto, completamente ustionata a causa dell'esplosione di una granata.
Minami Azuma (東 美奈実?, Azuma Minami)
Doppiata da: Sachika Misawa
La figlia del Professore e la sorellastra di Kyōtarō. Curiosamente possiede anch'essa il potere di teletrasportarsi. È estremamente protettiva verso Kyōtarō, nei cui confronti prova qualcosa, e non esita a tentare di uccidere Rinka, pur di tenere il ragazzo lontano dagli scontri.
Kozuki Kuroi (黒井 弧月?, Kuroi Kozuki)
Doppiata da: Hiromi Konno
La sorella minore di Kobushi, la quale aspira anch'essa al titolo di Black Fist. Il suo potere consiste nel teletrasportare lontano e vicino a lei oggetti e persone.

### Altri personaggi
Nabeshima (鍋島?, Nabeshima)
Doppiato da: Yoshito Yasuhara
Un ispettore della polizia che un tempo faceva squadra con il detective Rindo Urushiba. È uno dei poliziotti che sono stati allenati dall'anziano maestro Yodani.

## Media

### Manga
Il manga, scritto e disegnato da Hajime Segawa, è stato serializzato sulla rivista Shōnen Ace della Kadokawa Shoten dal 26 febbraio 2010 al 26 luglio 2016. I vari capitoli sono stati raccolti in sedici volumi tankōbon, che sono stati pubblicati tra il 26 luglio 2010 e il 26 settembre 2016. In Italia i diritti sono stati acquistati dalla Panini Comics, che ha dato inizio alla pubblicazione dei volumi il 19 luglio 2012.

#### Volumi
| 1  | 22 luglio 2010 | ISBN 978-4-04-715488-9 | 19 luglio 2012    | ISBN 978-88-6304-243-6 |
| 1  | Capitoli - 1. La ragazza che attraversa il pavimento - 2. Il fantomatico ladro Crow Head - 3. Il pinguino volante - 4. La banda di ladri delle fiamme                                               |                        |                   |                        |
| 2  | 24 novembre 2010 | ISBN 978-4-04-715560-2 | 20 settembre 2012 | —                      |
| 2  | Capitoli - 5. Nuovo incontro con the invisible girl - 6. Il contrattacco del teleporter - 7. L'eroina contro le avversità - 8. Il guerriero delle tenebre - 9. Lost girl dei ricordi                |                        |                   |                        |
| 3  | 23 marzo 2011 | ISBN 978-4-04-715654-8 | 22 novembre 2012  | —                      |
| 3  | Capitoli - 10. ESP family - 11. Il professore dell'illusione - 12. Flying tanker terrorist - 13. L'anziano maestro panda fa la sua apparizione                                                      |                        |                   |                        |
| 4  | 23 agosto 2011 | ISBN 978-4-04-715760-6 | 24 gennaio 2013   | —                      |
| 4  | Capitoli - 14. La malinconia di Black Fist - 14.5 Penguin life (extra story) - 15. Addestramento speciale: la via del dragone - 16. Precognizione con tempo massimo 2" - 17. Romantic ghost killer  |                        |                   |                        |
| 5  | 24 gennaio 2012 | ISBN 978-4-04-120097-1 | 21 marzo 2013     | —                      |
| 5  | Capitoli - 18. L'attacco delle ragazze esper - 19. Il piano di cattura degli esper - 20. L'origine del professore - 21. La vera giustizia - 22. Bloody Christmas                                    |                        |                   |                        |
| 6  | 21 giugno 2012 | ISBN 978-4-04-120294-4 | 22 agosto 2013    | —                      |
| 6  | Capitoli - 23. Irrompete in parlamento! - 24. Il piano di salvataggio dei parlamentari - 25. Il giorno in cui nacque la leggenda - 26. Battaglia finale alla Sky Tree                               |                        |                   |                        |
| 7  | 21 dicembre 2012 | ISBN 978-4-04-120528-0 | 17 ottobre 2013   | —                      |
| 7  | Capitoli - 27. Incontro all'istituto per esper - 28. Non sarai mica del fronte di liberazione degli esper? - 29. Raffreddata, ragazza freezer? - 30. Un'affascinante bomba dopo le lezioni          |                        |                   |                        |
| 8  | 22 maggio 2013 | ISBN 978-4-04-120674-4 | 19 dicembre 2013  | —                      |
| 8  | Capitoli - 31. Una compagna leggermente terrorista - 32. Benvenuta nella società degli studi eroici - 33. L'esame per la licenza da esper - 34. Crisi a Colle Inferno - 35. Guadagno: un'amicizia   |                        |                   |                        |
| 9  | 26 dicembre 2013 | ISBN 978-4-04-120954-7 | 24 luglio 2014    | —                      |
| 9  | Capitoli - 36. Operativo frozen time - 37. Black Rinka Urushiba - 38. Esper car chase sulla baia - 39. Il gigante di ferro ~La leggenda del piegatore di cucchiai~ - 40. Vecchi nemici si ritrovano |                        |                   |                        |
| 10 | 26 giugno 2014 | ISBN 978-4-04-121060-4 | 12 febbraio 2015  | —                      |
| 10 | Capitoli - 41. World ESP - 42. Shadow recruit - 43. Agente Rinka - 44. King of the underground - 45. Fighter in the dark                                                                            |                        |                   |                        |
| 11 | 26 luglio 2014 | ISBN 978-4-04-101910-8 | 14 maggio 2015    | —                      |
| 11 | Capitoli - 46. Le regole di una famiglia di ladri - 47. La ballata dei combattenti - 48. Hong Kong ESP - 49. Ascensore verso la libertà - 50. Tokyo feedback                                        |                        |                   |                        |
| 12 | 25 ottobre 2014 | ISBN 978-4-04-101911-5 | 10 dicembre 2015  | —                      |
| 13 | 26 maggio 2015 | ISBN 978-4-04-103062-2 | 14 aprile 2016    | —                      |
| 14 | 26 ottobre 2015 | ISBN 978-4-04-103077-6 | 19 gennaio 2017   | —                      |
| 15 | 26 aprile 2016 | ISBN 978-4-04-103078-3 | 18 maggio 2017    | ISBN 978-88-912-6546-3 |
| 16 | 26 settembre 2016 | ISBN 978-4-04-104681-4 | 31 agosto 2017    | —                      |

### Anime
La serie televisiva anime, prodotta dalla Xebec e diretta da Shigehito Takayanagi, è andata in onda dall'11 luglio al 26 settembre 2014. La colonna sonora è stata composta da Evan Call, mentre le sigle di apertura e chiusura sono rispettivamente Tokyo Zero Hearts (東京ゼロハーツ?, Tōkyō Zero Hātsu) di Faylan e Kyusei Άργυρóϛ (救世Άργυρóϛ?, Kyusei Άργυρóϛ) degli Yōsei Teikoku. In varie parti del mondo gli episodi sono stati trasmessi in streaming, in contemporanea col Giappone, da Crunchyroll.

#### Episodi
| Scene | Titolo italiano (traduzione letterale) Giapponese 「Kanji」 - Rōmaji                                            | In onda           | In onda |
| Scene | Titolo italiano (traduzione letterale) Giapponese 「Kanji」 - Rōmaji                                            | Giapponese        |         |
| 1     | La ragazza bianca 「白い少女」 - Shiroi shōjo                                                                   | 11 luglio 2014    |         |
| 2     | La ragazza incontra il ragazzo 「ガール ミーツ ボーイ」 - Gāru Mītsu Bōi                                        | 18 luglio 2014    |         |
| 3     | Il pinguino e la ragazza 「ペンギンと少女」 - Pengin to shōjo                                                   | 25 luglio 2014    |         |
| 4     | La pioggia, l'anello e la ragazza 「雨と指輪と少女と」 - Ame to yubiwa to shōjo to                              | 1º agosto 2014    |         |
| 5     | L'incontro, l'illusione e la ragazza 「出会い，幻と少女」 - Deai, maboroshi to shōjo                            | 8 agosto 2014     |         |
| 6     | Un desiderio per ogni ragazza 「それぞれの少女，それぞれの思い」 - Sorezore no shōjo, sorezore no omoi          | 15 agosto 2014    |         |
| 7     | Le ragazze sotto la pioggia 「雨の中の少女達」 - Ame no naka no shōjo-tachi                                     | 22 agosto 2014    |         |
| 8     | Realizzazione, le ragazze si mettono in moto 「満ちる時，動き出す少女達」 - Michiru toki, ugokidasu shōjo-tachi | 29 agosto 2014    |         |
| 9     | Attacco: le ragazze ESP 「襲撃・ESPガールズ」 - Shūgeki ESP Gāruzu                                              | 5 settembre 2014  |         |
| 10    | All'interno di un amaro lamento… 「慟哭のなかで…」 - Dōkoku no naka de…                                         | 12 settembre 2014 |         |
| 11    | La guerra delle ragazze di Tokyo 「Tokyo girls war」                                                            | 19 settembre 2014 |         |
| 12    | La ragazza ESP di Tokyo 「東京ESP少女」 - Tōkyō ESP shōjo                                                       | 26 settembre 2014 |         |

## Merchandising
In Giappone il merchandising di Tokyo ESP, prodotto dalla Kadokawa Shoten, ha incluso schede telefoniche, bicchieri e disegni autografati da Segawa.